# Port lotniczy Imelda R. Marcos
Port lotniczy Imelda R. Marcos (IATA: MXI, ICAO: RPMQ) – krajowy port lotniczy położony w Mati, na Filipinach.